# (3211) Louispharailda
(3211) Louispharailda es un asteroide perteneciente al cinturón de asteroides, descubierto el 10 de febrero de 1931 por George Van Biesbroeck desde el Observatorio Yerkes, Wisconsin, Estados Unidos.

## Designación y nombre
Designado provisionalmente como 1931 CE. Fue nombrado Louispharailda en homenaje a los padres del descubridor, haciendo una composición con sus nombres "Louis Pierre Van Biesbroeck" y "Pharailda de Colpaert-Van Biesbroeck".